# Den russisk-tyrkiske krig (1768-1774)
Den russisk-tyrkiske krig var en krig mellem Det Russiske Kejserrige og Det Osmanniske Rige i perioden 1768–1774, som endte med, at Rusland sikrede sig indflydelse over det sydlige Ukraine, det nordlige Kaukasus og Krim. Således blev denne krig en del af den russiske ekspansion i 1700-tallet og 1800-tallet syd på og øst over.

## Baggrund
Krigen opstod som en følge af de indre spændinger i Den polsk-litauiske realunion, hvor der var strid mellem adelen og kong Stanisław August Poniatowski, den tidligere favorit hos kejserinde Katharina 2. af Rusland. Den polske konge var afhængig af russisk militær støtte.

## Kampene
En enhed kosakker i russisk tjeneste rykkede ind i den lille ukrainske by Balta, som da var under osmansk kontrol. Formålet var at støtte en styrke tilhørende Den polsk-litauiske realunion. Osmannerne anklagede styrkerne for drab på osmanniske undersåtter i Balta, hvilket blev benægtet af de russiske myndigheder. Som følge af disse begivenheder på grænsen ved Balta, erklærede sultan Mustafa 3. Rusland krig den 25. september 1768. Tyrkerne dannede en alliance med oppositionelle militære styrker i Polen-Litauen, Barkonføderationen, mens russerne blev støttet af Storbritannien, som tilbød militær rådgivning til den kejserlige russiske flåde.
De polske oppositionelle styrker blev slået af Aleksandr Suvorov. Suvorov blev herefter overført til kampene mod de osmanniske styrker. I 1773 og 1774 vandt de russiske styrker en række slag under Suvorovs ledelse, der efterfulgte den russiske feltmarskal grev Peter Rumiantsevs sejre i slaget ved Larga og ved Kagul i juli 1770.
Den russiske flåde, der var udstationeret i Østersøen, blev overført til Middelhavet og under ledelse af Aleksej Grigorjevisj Orlov sikrede den russiske flåde sig en en række sejre over osmanniske flådestyrker. I 1771 gjorde Egypten og Syrien oprør mod det osmanniske styre, mens den russiske flåde nærmest udslettede den osmanniske flåde i slaget ved Çeşme.

## Krigens eftervirkninger
Den 21. juli 1774 blev undertegnet en fredsaftale i Dobrudsja. I denne aftale blev Krim-khanatet erklæret uafhængigt, men det blev i realiteten underlagt Rusland. Endvidere fik Rusland en stor krigsskadeerstatning og tilgang til to havne ved Sortehavet. Aftalen lagde grunden til den russiske indflydelse i det sydøstlige Europa, og denne blev yderligere forstærket allerede i 1792 ved Jassytraktaten efter Den russisk-tyrkiske krig (1787–1792).